# オーラヴ・シェラン
オラーヴ・シェラン（Olav Kielland, 1901年8月16日 - 1985年8月5日）は、ノルウェーの作曲家・指揮者。

## 経歴
トロンハイム出身。父親の希望で1919年から1921年までノルウェー工科大学で建築学を学んだ。その後ライプツィヒに留学し、指揮・作曲・ピアノ・ファゴットを学んだ。1929年にはスイスのバーゼルでフェリックス・ワインガルトナーのマスタークラスに参加した。
1931年にオスロ・フィルハーモニー管弦楽団の指揮者となり、1933年から1945年まで音楽監督を務めた。1939年にはニューヨーク・フィルハーモニックの指揮者に招聘されたが、第二次世界大戦の勃発により実現しなかった。戦争中に一時ナチス・ドイツの占領軍の文化審議会のメンバーを務めたため、戦後に告発されたが、無罪とされた。
1946年からトロンハイム交響楽団の再建にあたり、1948年から1952年までベルゲン・フィルハーモニー管弦楽団の、1952年から1955年までアイスランド交響楽団の音楽監督を務めた。その他にもベルリン・フィルハーモニー管弦楽団、ロンドン交響楽団、ニューヨーク・フィルハーモニックなどで客演指揮者を務めた。

## 作曲作品
作曲家としては国民楽派に属し、特にハーディングフェーレによる民族音楽に大きな影響を受けている。またポリフォニーを多用し、突き刺すような不協和音も使用し、民俗的な要素と現代的な要素を融合させた。
作品には8つの交響的作品とヴァイオリン協奏曲、ピアノ協奏曲、合唱曲、室内楽曲、ピアノ曲などがある。